# Pseudorhaphitoma
Pseudorhaphitoma é um gênero de gastrópodes pertencente a família Mangeliidae.

## Descrição
Este gênero foi originalmente descrito por Boettger como uma seção do gênero Clathurella.
As conchas pequenas, grossas, monocromáticas, marrons ou brancas, alongadas são claviformes. Eles contêm 6 a 7 verticilos. As costelas axiais proeminentes e contínuas são moderadamente fortes. São cruzados regularmente por numerosas e finas liras espirais, produzindo plículas granulares ou transversais. A abertura mede cerca de um terço do comprimento total. O canal sifonal fracamente entalhado é estreito e raso. O lábio externo afiado é denticulado por dentro e geralmente mostra um dente particularmente forte próximo ao seio anal bem cortado. A columela ocasionalmente carrega 1 a 2 dentículos.

## Espécies
- Pseudorhaphitoma agna (Melvill & Standen, 1896)
- Pseudorhaphitoma albula (Thiele, 1925)
- Pseudorhaphitoma alfredi (E. A. Smith, 1904)
- Pseudorhaphitoma alma (Thiele, 1925)
- Pseudorhaphitoma alticostata (G.B. Sowerby III, 1896)
- Pseudorhaphitoma averina (Melvill & Standen, 1901)
- Pseudorhaphitoma axicula Hedley, 1922
- Pseudorhaphitoma bipyramidata Hedley, 1922
- Pseudorhaphitoma brionae (Sowerby III, 1888)
- Pseudorhaphitoma calcata (Hedley, 1909)
- Pseudorhaphitoma chocolata Stahlschmidt & E. Tardy, 2018
- Pseudorhaphitoma cognata (Thiele, 1925)
- Pseudorhaphitoma confortinii Bozzetti, 2007
- Pseudorhaphitoma crudelis Hedley, 1922
- Pseudorhaphitoma darnleyi (Brazier, 1876)
- Pseudorhaphitoma ditylota (Melvill, 1912)
- Pseudorhaphitoma drivasi Kilburn, 1993
- Pseudorhaphitoma epistomifer Kilburn, 1993
- Pseudorhaphitoma ethekwini Kilburn, 1993
- Pseudorhaphitoma fairbanki (G. Nevill & H. Nevill, 1875)
- Pseudorhaphitoma fortistriata (Smith E. A., 1888)
- Pseudorhaphitoma fuscescens (Thiele, 1925)
- Pseudorhaphitoma granilirata (Smith E. A., 1888)
- Pseudorhaphitoma heptagona (Dunker, 1871)
- Pseudorhaphitoma hexagonalis (Reeve, 1845)
- Pseudorhaphitoma ichthys (Melvill, 1910)
- Pseudorhaphitoma informis Hedley, 1922
- Pseudorhaphitoma iodolabiata (Hornung & Mermod, 1929)
- Pseudorhaphitoma jamesnacei Stahlschmidt & E. Tardy, 2018
- Pseudorhaphitoma jeantardyi Stahlschmidt & E. Tardy, 2018
- Pseudorhaphitoma kilburni Morassi & Bonfitto, 2001
- Pseudorhaphitoma mamillata (Smith E. A., 1888)
- Pseudorhaphitoma multigranosa (Schepman, 1913)
- Pseudorhaphitoma naganumaensis Otuka, 1935
- †Pseudoraphitoma nakosiensis Nomura & Zinbo, 1936[4]
- Pseudorhaphitoma obturata Kilburn, 1993
- Pseudorhaphitoma ornata Stahlschmidt & E. Tardy, 2018
- Pseudorhaphitoma paula (Thiele, 1925)
- Pseudorhaphitoma perlonga (Melvill, 1899)
- Pseudorhaphitoma perplexior Kilburn & Dekker, 2008
- Pseudorhaphitoma phaea (Melvill & Standen, 1901)
- Pseudorhaphitoma poppei Stahlschmidt & E. Tardy, 2018
- Pseudorhaphitoma pyramidalis (Reeve, 1846)
- Pseudorhaphitoma pyramidula (Laseron, 1954)
- Pseudorhaphitoma pyramis (Hinds, 1843)
- Pseudorhaphitoma scitula (Smith E. A., 1884)
- Pseudorhaphitoma severa (Thiele, 1925)
- Pseudorhaphitoma sienna Kilburn, 1993
- Pseudorhaphitoma stipendiarii Kilburn, 1993
- Pseudorhaphitoma styracina Hedley, 1922
- Pseudorhaphitoma tetragona (Gould, 1861)
- Pseudorhaphitoma thielei Kilburn, 1993
- Pseudorhaphitoma transitans Hedley, 1922
- Pseudorhaphitoma tropica (Thiele, 1925)
- Pseudorhaphitoma uncicostata Kilburn & Dekker, 2008
- Pseudorhaphitoma venusta (Morassi, 1994)

Espécies trazidas para a sinonímia
- Pseudorhaphitoma anna Thiele, J., 1925: sinônimo de Pseudorhaphitoma thielei Kilburn, 1993
- Pseudorhaphitoma castellata (Smith E. A., 1888): sinônimo de Agathotoma castellata (E.A. Smith, 1888)
- Pseudorhaphitoma costata coarctata G.B. Sowerby, 1897: sinônimo de Pseudorhaphitoma alfredi (E.A. Smith, 1904)
- Pseudorhaphitoma misera K.H.J. Thiele, 1925: sinônimo de Pseudorhaphitoma alfredi (E.A. Smith, 1904)
- Pseudorhaphitoma maria K.H.J. Thiele, 1925: sinônimo de Pseudorhaphitoma ichthys (J.C. Melvill, 1910)
- Pseudorhaphitoma obeliscus L.A. Reeve, 1846: sinônimo de Pseudorhaphitoma pyramis (R.B. Hinds, 1843)